# Глаз Сивиллы
«Глаз Сивиллы» (англ. The Eye of the Sibyl) — научно-фантастический рассказ американского писателя Филипа К. Дика. Написан примерно в 1975 г., но не публиковался до 1987 года, когда вошёл в пятый том (с подзаголовком «Маленький чёрный ящик») Сборника рассказов Филиппа К. Дика. С тех пор переиздавался в других изданиях этой книги, как американский сборник «Глаз Сивиллы и другие истории».
Говорят, что это была первая художественная литература Дика для публикации после его опыта «2-3-74», который лег в основу его Экзегезы, а затем романов «ВАЛИС», его посмертно опубликованного предшественника «Свободное радио Альбемута» и «Всевышнего вторжения». В конце концов, отвергнутые местом, для которого он был написан, основные моменты мировоззрения Дика 1975 года изложены в стиле, напоминающем его более ранние работы, и очень похожем на его трактовку в более поздних книгах.